# Крыстев, Димо
Ди́мо Никола́ев Кры́стев (болг. Димо Николаев Кръстев; 10 февраля 2003, Бургас) — болгарский футболист, защитник итальянского клуба «Фиорентина» и сборной Болгарии. Выступает на правах аренды за клуб «Катандзаро».

## Биография

### Клубная карьера
Сын бывшего игрока сборной Болгарии Николая Крыстева. Как и отец является воспитанником клуба «Нефтохимик» Бургас. За основной состав команды дебютировал в возрасте 15 лет в матче второй лиги Болгарии с клубом Созопол, в котором вышел на замену на 64-й минуте. 8 марта 2019 года заключил контракт с итальянским клубом «Фиорентина». Вместе с молодёжной командой трижды становился обладателем Кубка итальянской Примаверы и выиграл Суперкубок Примаверы 2021.

### Карьера в сборной
Выступал за юношеские сборные Болгарии до 17 и до 19 лет, был капитаном обеих сборных. С 2021 года выступает за молодёжную сборную страны. В октябре 2022 года впервые был вызван в основную сборную Болгарии на товарищеские матчи со сборными Кипра и Люксембурга. 16 ноября дебютировал за сборную, отыграв весь матч против Кипра.

## Достижения
«Фиорентина»
- Обладатель Кубка итальянской Примаверы[англ.] (3): 2019/20, 2020/21, 2021/22
- Обладатель Суперкубка итальянской Примаверы[англ.]: 2021